# Vincent Doukantie
 (janvier 2012).
Si vous disposez d'ouvrages ou d'articles de référence ou si vous connaissez des sites web de qualité traitant du thème abordé ici, merci de compléter l'article en donnant les références utiles à sa vérifiabilité et en les liant à la section « Notes et références ».
Vincent Doukantié, né le 1er avril 1977 à Clichy-la-Garenne, est un footballeur international malien.

## Biographie
Ce milieu défensif commence le football au FC Bagneux. Il fait ses débuts professionnels au Red Star où il joue pendant deux saisons. Après une grande expérience en Ligue 2 puis une pige à Aubervilliers, qu'il fait monter en CFA aux côtés de Steve Marlet, il retourne au Red Star le 25 juin 2010. En juillet 2017, il devient l'entraîneur adjoint du Red Star.

## Carrière
- 1998-1999 : Red Star,  France (D2)  1 match
- 1999-2000 : Red Star,  France (Nat)
- 2000-2001 : RC Strasbourg,  France (D1)  3 matchs
- 2001-2002 : RC Strasbourg,  France (D2)  20 matchs et C3 : 1 match
- 2002-2003 : US Créteil-Lusitanos,  France  (L2), 20 matchs
- 2003-2004 : Stade de Reims,  France  (Nat), 13 matchs
- 2005-2006 : Tours FC,  France (L2), 31 matchs, 4 buts
- 2006-2007 : Tours FC,   France (L2), 9 matchs, 2 buts
- 2007-2008 : Stade lavallois,   France (Nat)
- 2009-2010 : Football club municipal d'Aubervilliers,   France (CFA 2)
- 2010-2013 : Red Star,  France (CFA)

## Statistiques
- 3 matchs en Division 1
- 66 matchs (3 buts) en Ligue 2
- 123 matchs (15 buts) en National

## Palmarès
- 1er match en Division 1 : RC Strasbourg-CS Sedan-Ardennes : 3-2 le 26 août 2000
- Sélections nationales : 17 sélections, 1 but.
- Premier match en sélection : Égypte-Mali 1-2 le 6 janvier 2002
- Demi-finaliste de la Coupe d'Afrique des nations en 2002 avec le Mali